# Sættevognstrækker
En sættevognstrækker (ofte blot en trækker) er en lastbiltype, hvis funktion normalt er at trække en sættevogn. Trækkeren kan accelerere hurtigt uden last, hvilket kan overraske andre billister i trafikken. En trækker er dog længe om at bremse (lastet), hvilket vil sige at den har en lang bremselængde.
Normalt er der tale om et 2-, 3- eller 4-akslet køretøj, men også 5-akslede udgaver findes til sværgodstransport på blokvogn.
Sættevognstrækkeren spændes sammen med sættevognen ved, at bilen bakkes ind under forenden af vognen. På bilen sidder der en stor plade, kaldet en skammel, som bagtil har en udskæring, hvori hovedbolten (eller kongebolten) på anhængeren passer. Når disse dele er låst sammen, forbindes stik til lys og luft til bremsesystemet, samt eventuelt hydraulikolie, bakkamera, strøm og trykluft til udrustning og andre forbindelser.
Fordelen ved en sættevognstrækker i forhold til en lastbil med påhængsvogn er, at man kan koble sættevognen fra hos kunden og køre videre med det samme, da man ikke behøver vente på at lastbilen bliver læsset eller losset.